# NGC 6593
NGC 6593 é uma galáxia elíptica (E-S0) localizada na direcção da constelação de Hercules. Possui uma declinação de +22° 17' 05" e uma ascensão recta de 18 horas, 14 minutos e 03,6 segundos.
A galáxia NGC 6593 foi descoberta em 10 de Junho de 1864 por Albert Marth.